# Project Baseline
Project Baseline (em português: projeto linha de base) é uma divisão da Alphabet Inc. (holding do Google), liderada pela Verily Life Sciences (antiga Google Life Sciences, organização de pesquisa dedicada ao estudo das ciências da vida), que consistem em um amplo esforço para mapear a saúde humana, anunciado em 24 de julho de 2014, no Wall Street Journal.
O projeto, que tem como missão buscar coletar dados abrangentes de saúde e usá-lo como um mapa e bússola, apontando o caminho para a prevenção da doença, começa com o Baseline Study (em português: estudo Baseline), que irá coletar dados fenotípicos de saúde de aproximadamente 10 mil participantes ao longo de pelo menos quatro anos. O slogan da iniciativa é: "We've mapped the world. Now let's map human health" (em português: "Nós mapeamos o mundo. Agora vamos mapear a saúde humana").
Transdisciplinar, o projeto conta com especialistas das mais diversas áreas, como Ciência, Medicina, Design, Engenharia entre outros, mas não é o primeiro intento para coletar dados de muitos indivíduos para fins médicos, porém pretende coletar uma quantidade muito maior de dados que cubram um conjunto mais amplo de áreas do que seus predecessores. [1] Devidamente sem identificação pessoal, os dados do estudo estarão disponíveis no futuro a pesquisadores aprovados para análise exploratória. Pesquisadores externos podem candidatar-se através de solicitações que serão analisadas pelo Comitê de Revisão e Publicações de Propostas e pelo Comitê Executivo Científico.